# Росдэйл, Филипп
Фи́липп Росдэ́йл (англ. Philip Rosedale, род. 29 сентября 1968, Сан-Диего, Калифорния, США) — основатель и генеральный директор Linden Lab, компании, которая занимается строительством Second Life (там он более известен как Philip Linden). Компания была основана в 1999 году, с целью создания революционного способа совместного познания в трехмерном пространстве. Росдэйл получил степень бакалавра физики в Калифорнийском университете, он известен своим вкладом в разработку потокового мультимедиа. Занимал должность технического директора компании RealNetworks, после поглощения ими его собственной компании FreeVue в 1996 году. В 2006 году Росдэйл и Linden Lab получили от WIRED награду Rave Award за инновации в бизнесе.
В начале работы над Second Life, целью Росдэйла было показать эффективную модель виртуального общества и экономики. Сам же он отмечает, что строит не игру, а новую страну («I’m not building a game. I’m building a new continent»).
1. 1 2  Prabook (англ.) — 2018.
2. ↑  Record #164126078 // VIAF (мн.) — Даблин: OCLC, 2003.